# DKP
DKP是 Dragon Kill Points 的简写，中文翻译为屠龙点数。在MMORPG类游戏中被广泛用作战利品的分配依据。游戏中最顶级的装备获取往往来自于难度最大的首领级怪物，需要多人配合才能完成。为了能在战斗结束后公平分配有限的战利品而制定了DKP制度，根据每个游戏者对团队的贡献来决定战利品的归属。

## 历史
DKP的使用最早是网络游戏EQ（中文《无尽的任务》）中，后来被广泛用在许多MMORPG类游戏中。Dragon（龙）在游戏中代表了强大的敌对首领。虽然有更多的游戏世界里的怪物不是龙类，但人们已经习惯使用dkp这个词。现在，DKP已经不光是记录玩家击杀游戏世界的怪物首领的贡献值了，其他对游戏团队有贡献的行为也记录为dkp。比如游戏内的捐献事件等。

## 计算方法
DKP制度在不同的公会、不同的团队之间存在着一些差别，但大体上都包括以下内容：

### 战利品的定价
游戏中的战利品根据其属性的优劣，获取难度和稀有程度等确定其DKP价值，游戏者在获取战利品时必须付出相应的DKP点数。主要常見定價方法有二：
（一）定價制：統一制定戰利品標價，除特殊狀況（如有特別條款，如主坦克條款）外，DKP價格均不受更動。
（二）競標制：給予戰利品基本底價，但會隨著玩家喊標過程中不斷提高價格，如無其他競標者，最後由出價最高者得，如同現實物品拍賣般的規則。

### DKP的获取
在每次团队活动之后，活动中获取的所有战利品的DKP价值总和除以参加活动的人数，就是参与活动的游戏者获取的DKP分数。另外还有各种额外的加分。对团队的贡献越大，累计的DKP点数也越高。
基本計分方法有以下幾種：
（一）出席得分：以統計玩家參與團隊出席次數為計分標準，如出席一次有1分DKP的得分。
（二）擊殺得分：以統計玩家參與團隊成功擊殺頭目次數為計分標準，且會依頭目本身攻略的困難度，而有不同的計分。
（三）額外得分：額外得分的方式，細分為以下種類。
1. 頭目首殺加分：若玩家參與團隊針對某頭目角色的首次成功擊殺過程，將可得到額外的加分獎勵。用意多為鼓勵玩家參與拓荒（意即挑戰尚未擊殺成功的頭目）。
2. 擔任團隊特殊任務加分：如擔任隊長(RL)、主坦克(MT)或DKP計分工作者，團隊出於慰勞擔任上述任務者的用意而給予加分。
3. 捐獻物資加分：因應對頭目角色戰鬥過程之激烈程度，時常需要耗費大量物資，因此獎勵捐獻大量物資供團隊使用的玩家DKP，然而此作法容易引起糾紛，故甚少團隊採用。

### DKP的消费
当团队中有多人需求某一战利品时，通常DKP分数较高者优先级也较高。例如掷骰子时有更高的上限等。DKP分数比别人高出很多者甚至有权直接获取战利品，称为“买断”。买断者需要付出比正常情况高的DKP点数。
额外扣分的情况：通常是作为一种处罚措施。例如游戏者违反团队纪律，或者在团队活动中失误而使团队利益受损时，扣除该游戏者的部分或全部DKP点数。

## 額外條款
在實行DKP制度時，因顧慮玩家團隊的攻略進度等問題，針對某些特定角色，享有不按照DKP制度而獲得裝備的豁免權，如主坦克（Main Tank，主要負責承受頭目攻擊的角色），因此制定了特別條款，讓其優先（甚至免費）獲得所有能增強其主要能力的戰利品。然而此管道容易淪為少數人壟斷戰利品的途徑，也容易引發團隊糾紛；然而另一方面，站在有效提升團隊戰力的前提下，此條款似乎也有實施的需求性。